# Histoire de Clermont-Ferrand

Blason de Clermont-Ferrand

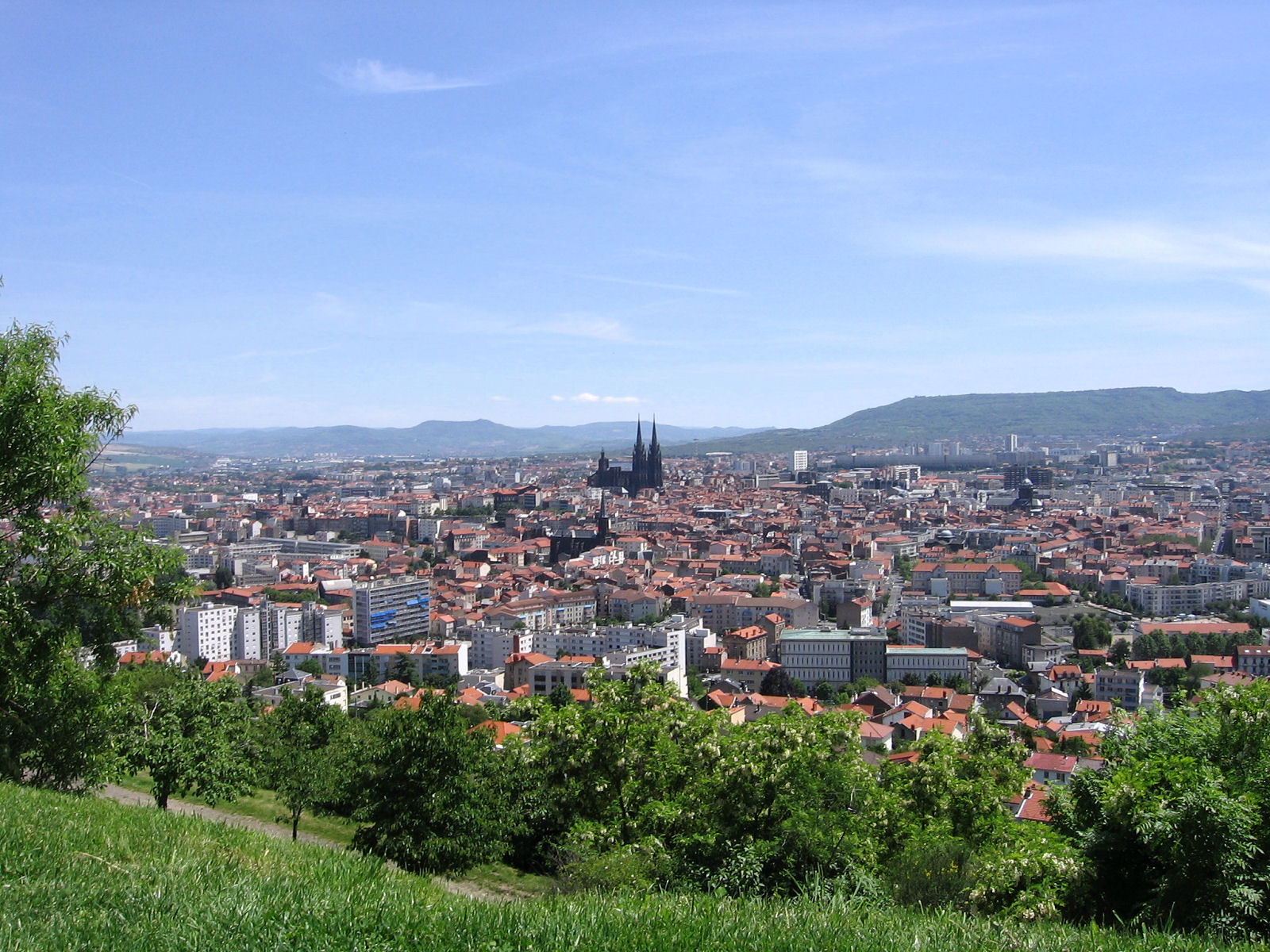
Vue depuis le parc Montjuzet

L’histoire de Clermont-Ferrand couvre une période d'un peu moins de deux mille ans. Ses origines urbaines remontent à l'époque gallo-romaine où la ville porte le nom de d’Augustonemetum.
L'histoire de l'actuelle commune de Clermont-Ferrand est marquée par la présence de deux villes distinctes et rivales, Clermont et Montferrand. La cité de Clermont est le nom que prendra au fil des siècles la ville épiscopale d'Arvernis, elle-même ville reliquat du centre urbain d'Augustonemetum. Montferrand quant à elle est une ville-forte fondée au XIIe siècle par le comte Guillaume VI d'Auvergne. Après une histoire conflictuelle, Louis XIII impose par l'édit de Troyes de 1630 l'unification des deux villes voisines. Cette union sera réaffirmée par Louis XV en 1731. Point de vue urbanistique, il faudra attendre le début du XXe siècle pour que la liaison matérielle du tissu urbain des deux villes soit effective.

## Toponymie
La ville moderne de Clermont-Ferrand est née de l'union de deux villes, Clermont et Montferrand. Elle a été connue sous plusieurs noms au cours de son histoire :
- Augustonemetum (sanctuaire d'Auguste, en référence à l'empereur romain Auguste), du Ier siècle av. J.-C. au IIIe siècle apr. J.-C.[1] ;
- Arvernis à la fin de l'antiquité[2], à partir du IIIe siècle et pour plusieurs siècles ;
- Clermont depuis au moins l'époque carolingienne (la 1re mention écrite retrouvée de Clermont date de 848[réf. nécessaire]), nom usuel s'opposant à Arvernis qui reste le nom officiel pendant encore plusieurs siècles (au XIVe siècle, les deniers portent encore la mention Arvernis);
- Clermont-Ferrand à partir du XVIIe siècle (1630 et 1731).

## Préhistoire et protohistoire
Les premières traces humaines ont été retrouvées en périphérie de l'actuelle ville.
Il y a 10 000 ans, des chasseurs ont taillé des silex et consommé des aurochs au pied du Puy de Crouel, alors que non loin des volcans avaient leurs dernières éruptions.
Pendant les millénaires suivants, les nomades d'alors n'ont laissé que quelques traces sporadiques (comme un homme enterré sur les Côtes de Clermont, des tessons de poterie au Brézet, avenue de la Libération, etc.).
Plusieurs menhirs (Brézet, Puy-de-la-Poix) et le dolmen du Puy-de-Crouël attestent d'une présence humaine au Néolithique et à la l'âge du fer (stèle de Beaulieu). 
La culture cardiale (Néolithique ancien), typique du midi de la France mais présente aussi en Auvergne et dans la région lyonnaise, est attestée sur les sites du Brézet et de la rue des Quatre Passeports.
Il n'y a pas de trace d'agglomération d'importance sur la butte de Clermont ou même sur le reste du territoire de la commune.

## Époque romaine

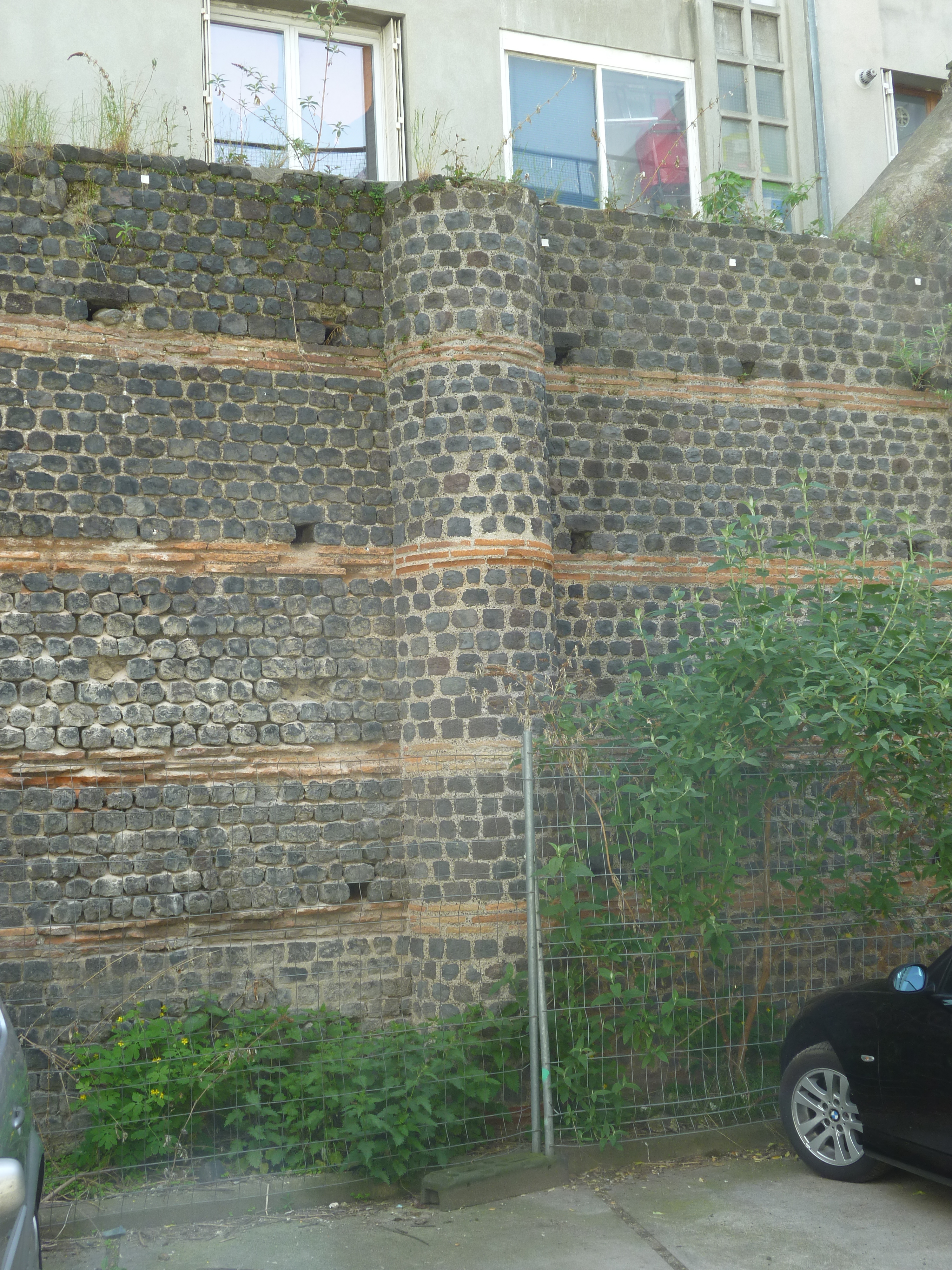
Portion du mur des Sarrasins, vestige du temple romain de Vasso-Galate.

Augustonemetum  (le sanctuaire d'Auguste, empereur romain) est une ville neuve qui aurait été créée au cours du Ier siècle av. J.-C. sur la butte centrale qui forme aujourd'hui le centre ancien de Clermont-Ferrand.
Pendant la période romaine, la ville se développe et sa population est alors estimée de 15 000 à 30 000 habitants au IIe siècle ce qui fait d’elle une grande ville de la Gaule romaine. Le forum formant le centre de la cité d'Augustonemetum était situé à l'emplacement actuel de la place de la Victoire comme l'attestent notamment les dernières opérations archéologiques,. Augustonemetum connaît une phase d’extension qui se termine au milieu du IIIe siècle.
Puis elle subit une grande dépression et au IVe siècle[réf. souhaitée], alors que le christianisme s'implante, la population n'est plus estimée qu'à environ 700 habitants[source insuffisante]. La ville prend à cette époque le nom d'Arvernis, prenant ainsi le nom du peuple dont elle est la capitale, les Arvernes. Les fortifications sont à l'époque percées de cinq portes qui existeront durant tout le Moyen Âge[source insuffisante]. Les restes de la ville antique sont abandonnés à la ruine ou réduits à l'état de petits faubourgs comme celui de Fontgiève.
Les Wisigoths assiègent plusieurs fois Clermont entre 471 et 475. Malgré la défense du patrice Ecdicius et de l’évêque Sidoine Apollinaire, la ville est cédée aux Wisigoths par l’empereur Julius Nepos et intégrée avec toute la région au royaume wisigoth jusqu’en 507.
Au milieu du Ve siècle, l'évêque saint Namace s'installe dans la ville.

## Moyen Âge
Clermont connaît après la disparition de l’Empire romain une période sombre, marquée par les pillages dont elle est l’objet de la part des peuples qui envahissent la Gaule et n’aurait pas été épargnée par les Vikings lors de l’affaiblissement de l’Empire carolingien[réf. souhaitée].

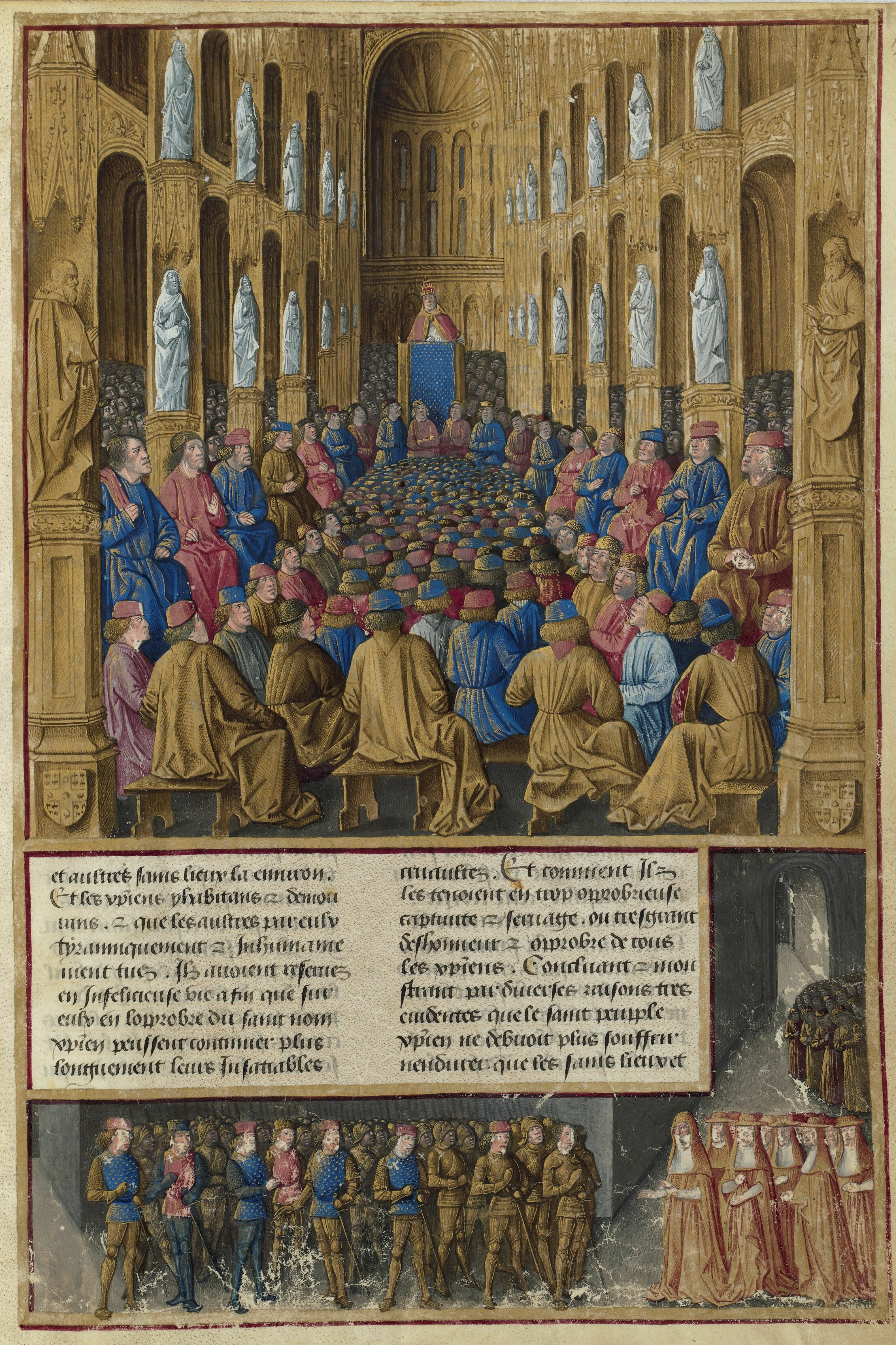
Le prêche du pape Urbain II au concile de Clermont. Miniature de Jean Colombe, extraite des Passages d'outremer, vers 1474, BNF, Fr.5594.

En 761, Pépin le Bref pille l'« Urbem Arvernam » (la ville des Arvernes) et prend sa forteresse « Claremontem Castrum » (le château du mont clair). Au fil du temps, la ville prend dans le langage oral un nom dérivé de celui de la forteresse, Clermont, même si officiellement le nom Arvernis restera longtemps utilisé, comme en témoignent encore les deniers du XIVe siècle. La 1re mention écrite retrouvée de Clermont date de 848[réf. nécessaire]. Clermont aurait été ravagée par les Normands du chef Hasting en 862. L’évêque Sigon entreprend sa reconstruction, mais elle est de nouveau ravagée en 898 ou 910 (la date n’est pas connue avec précision) : seule la tradition moderne accorde crédit à ces hypothèses, tant les sources médiévales manquent et les chroniques carolingiennes ont donné lieu à surinterprétation.
L’évêque Étienne II fait bâtir une cathédrale romane; du moins la consacre-t-il à une date indéterminée mais que la tradition locale place en 946 à l’emplacement de la cathédrale actuelle. Elle sera détruite lors de la construction de la cathédrale gothique actuelle.
En 1095, lors du concile de Clermont, le pape Urbain II prêche la première croisade. Aucune des chroniques relatives à la prédication et au concile ne fait état du lieu où il s'est réuni. Les différentes hypothèses (cathédrale romane, église Notre-Dame-du-Port, place de Jaude) ne sont pas autrement fondées. Durant le concile, il excommunie Philippe Ier, organise la trêve de Dieu et lance la croisade.

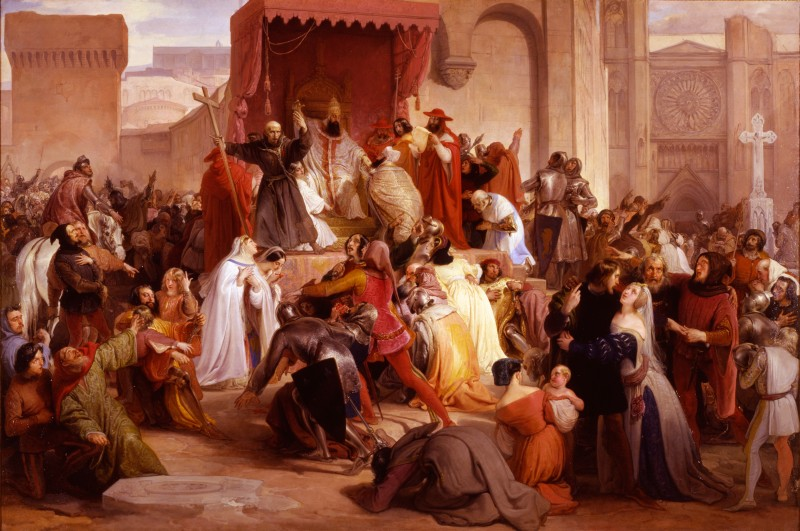
Le pape Urbain II prêchant la première croisade sur la place de Clermont, tableau de Francesco Hayez (1835).

En 1099, l’élection de l’évêque par les chanoines est confirmée par le pape Pascal II. Il fait battre monnaie à partir de 1030 et son domaine s’étend sur un large territoire.
En 1120, pour contrecarrer le pouvoir des évêques, les comtes d’Auvergne fondent à proximité de la ville épiscopale la cité de Montferrand selon un plan orthogonal qui n'est pas sans rappeler celui, ultérieur, des bastides du Sud-Ouest, ces villes nouvelles du Midi. Pendant tout le Moyen Âge et jusqu’à l’époque moderne, Clermont et l’actuel quartier de Montferrand sont deux villes distinctes : Clermont est la cité épiscopale, Montferrand, la ville comtale.
En 1122, le comte Guillaume VI s’empare de Clermont, mais l’évêque Aimeri fait appel au roi Louis VI qui envoie une armée reprendre la ville. En 1126, l’évêque renouvelle son appel et le comte en appelle au duc d’Aquitaine Guillaume X. En 1149, le comte Guillaume VII fait appel au duc d’Aquitaine pour lutter contre son oncle qui appelle le roi de France. À partir de 1154, l’Aquitaine passe sous la suzeraineté de l’Angleterre par le mariage d’Henri II et d’Aliénor.

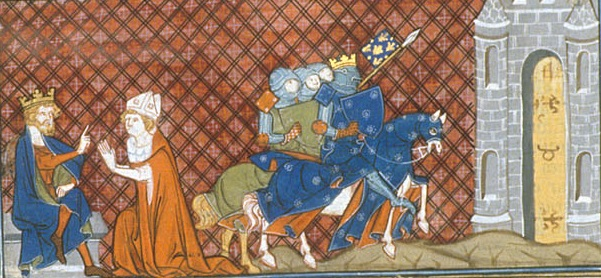
Siège de Clermont de 1122 par les troupes françaises du roi Louis VI le Gros ; à gauche Aimeric mande l'aide au roi. Chroniques de Saint-Denis, British Library.

En 1130, Innocent II condamne à Clermont l’antipape Anaclet II, il en va de même pour le pape Alexandre III en 1162.
En 1189, le traité d’Azay-le-Rideau entre Philippe Auguste et Henri II fait passer la suzeraineté de l’Auvergne aux Capétiens. La franchise de Clermont est prononcée en 1198 par l’évêque qui garantit des libertés.
En 1202, le comte Guy II abandonne à l'évêque les droits qu'il possède sur la cité de Clermont. Désormais et jusqu'au milieu du XVIe siècle, l'évêque et le chapitre cathédral sont les maîtres de la ville. Les trois juridictions sont ecclésiastiques, entre les mains de l'évêque (justice correspondant approximativement à l'actuelle partie occidentale de la commune de Clermont-Ferrand), du chapitre cathédral (justice personnelle, non territoriale, exercée par les chanoines sur le chapitre et sur leurs dépendants) et de l'abbé de Saint-Alyre (petite justice abbatiale enclavée dans celle de l'évêque). 

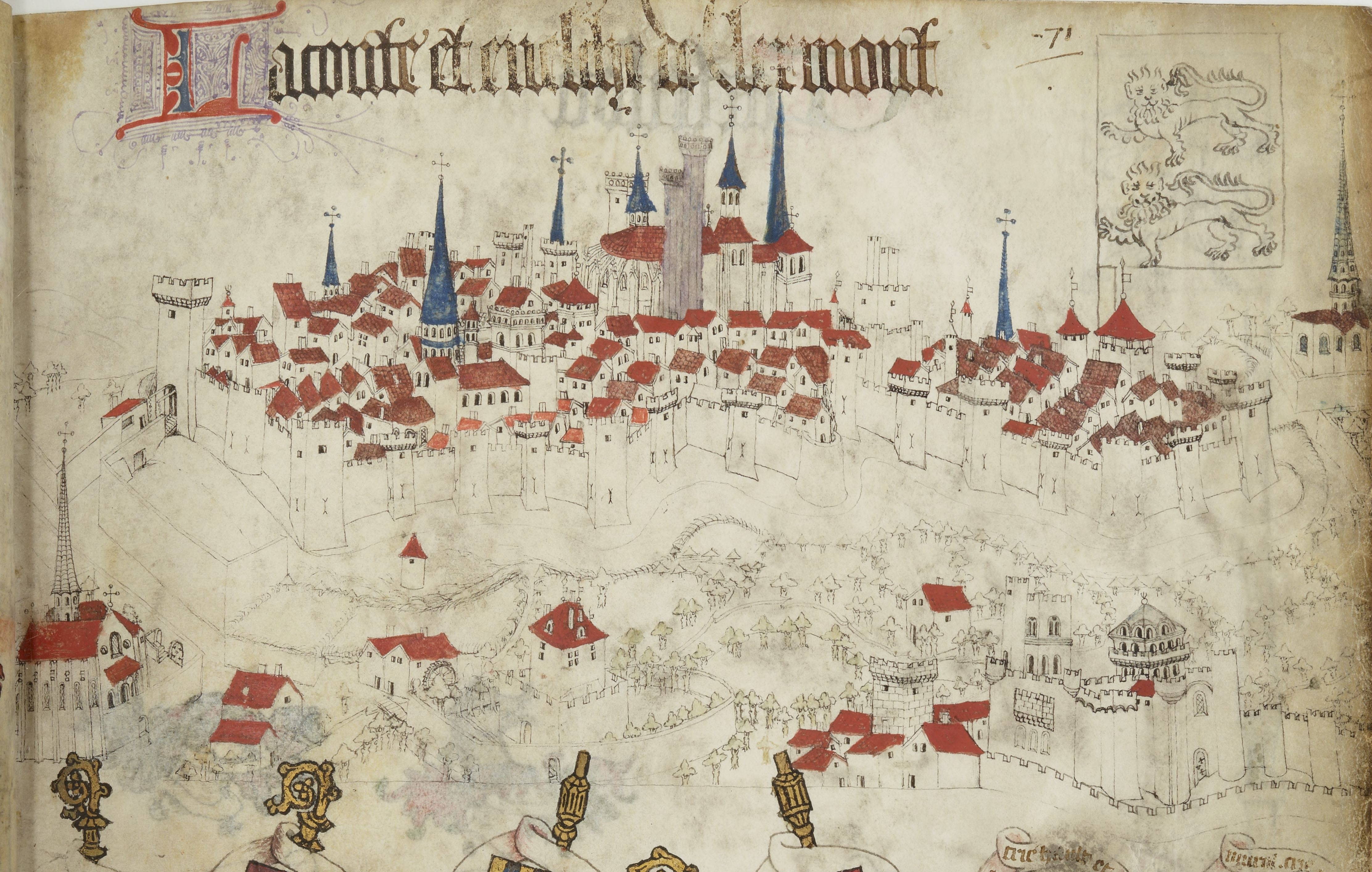
La ville de Clermont en 1450. Armorial d'Auvergne de Guillaume Revel.

En 1221, une armée commandée par Cadoc, Guy de Dampierre et Renaud de Forez est confié par Philippe Auguste, dans le but d’occuper les terres du comte de Guy II, qu’il perd en totalité. L’évêque se voit garantir les possessions de ses fiefs comme Clermont. En 1241, les territoires comtaux sont administrés par des représentants du royaume, jusqu’en 1270, ils sont donnés en apanage à Alfonse de Poitiers, frère de Saint-Louis.
À partir de 1248 commence le chantier de la cathédrale gothique, qui se poursuit au siècle suivant. En 1250 et 1251, un conflit oppose les habitants de Clermont qui souhaitaient s’administrer et l’évêque parti en croisades, et qui en appelle à son retour au Parlement de Paris, avec gain de cause. En 1255, un nouveau conflit éclate, ainsi qu’en 1261 et 1291.
En 1315, l’atelier monétaire de Clermont cessa de fonctionner. À partir de 1356 et jusqu’au milieu du XIVe, la région de Clermont est touchée par la guerre de Cent Ans, sans que la ville ne soit assiégée ou prise. Des multiples escarmouches entre brigands et population marquent la période. En 1439, la région se révolte durant la Praguerie.
En août 1480, par ses lettres patentes, le roi Louis XI crée un consulat à Clermont. La ville est exemptée du paiement de la taille et accueille 4 foires. En 1485, le consulat est supprimé du fait de la guerre folle.
Le 1er mars 1490, la ville de Clermont subit de gros dommages à cause d’un tremblement de terre. Douze tours de l’enceinte s’effondrent totalement ou partiellement ainsi qu'une tour de la basilique Notre-Dame-du-Port. La cathédrale subit également des dommages. (Une fissure sur le portail sud est toujours visible). C'est à ce jour le plus important séisme connu en Auvergne. 

## XVIesiècle

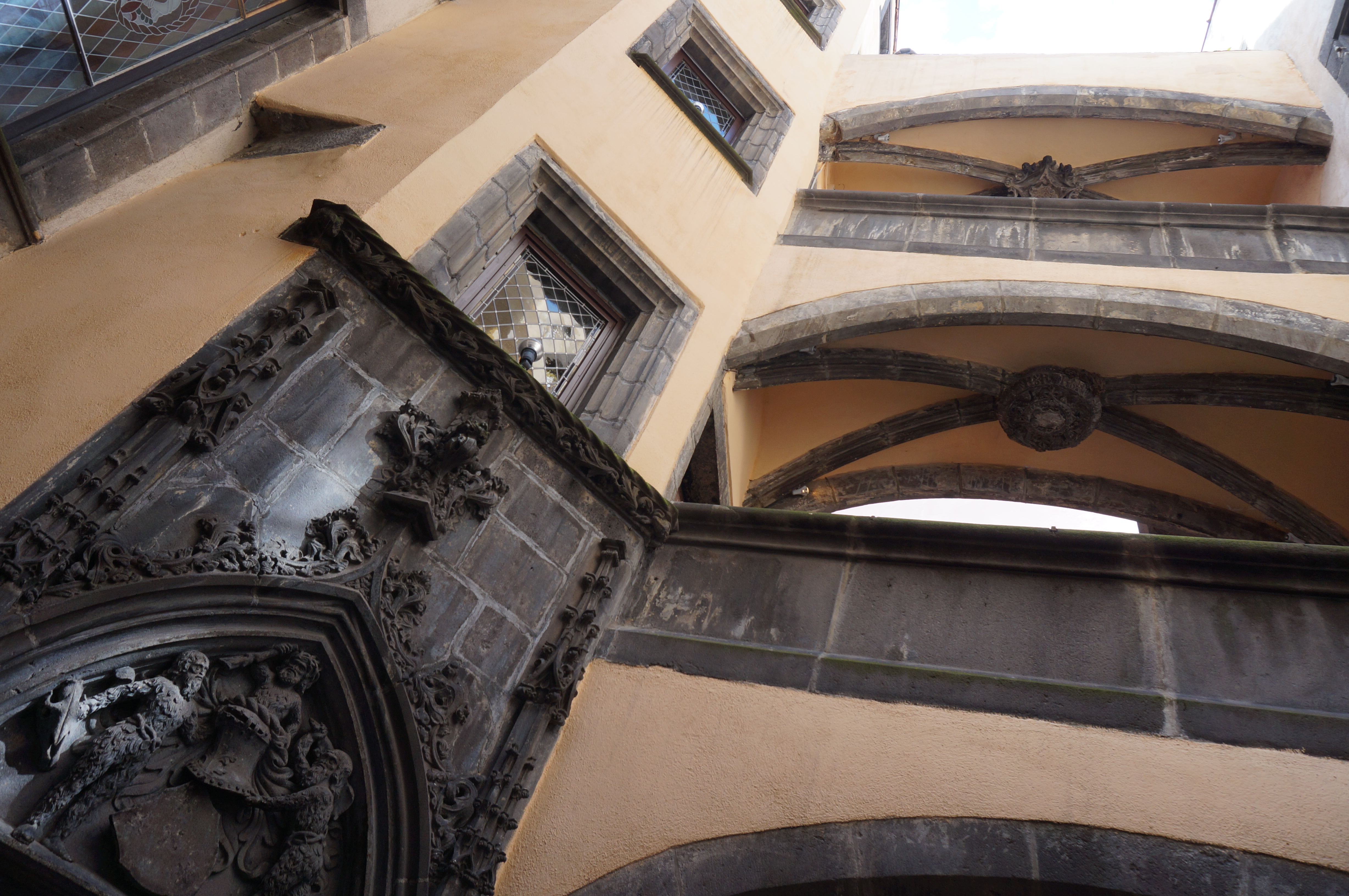
Hôtel Savaron, construit au XVIe siècle.

La ville de Clermont n'est que peu touchée par les Guerres de religion.
Jacques d’Amboise, évêque de Clermont de 1505 à 1516, frère du cardinal Georges d'Amboise, dont on connaît le goût pour l'art de la Renaissance italienne, fit réaliser la fontaine d'Amboise à partir de 1511 par le sculpteur Chapart.
En 1513 Hugues Savaron, conseiller du roi François Ier, deuxième consul de Clermont, et son épouse Françoise Terrisse, font construire l'hôtel Savaron situé 3 rue des Chaussetiers.
En 1551 sous Catherine de Médicis, la ville passe sous contrôle direct de la royauté, l’évêque perdant ses prérogatives en dehors des affaires religieuses. Une sénéchaussée est mise en place à Clermont. En 1552, le consulat est rétabli, et en 1556, Henri II transforme l’administration de Clermont en échevinage le 18 octobre 1556 (4 échevins puis 3 en 1559).
En 1557, Clermont reçoit le titre de Chef et ville capitale du pays d’Auvergne alors que Riom devient Chef du duché d'Auvergne et pays pour l’exercice de la justice prenant ainsi l’avantage pour les fonctions judiciaires. Cependant, la création, en 1582 à Clermont, d’un présidial de dix magistrats rétablit l’équilibre.

## XVIIesiècle
Blaise Pascal naît à Clermont en 1623 où il vit jusqu’en 1655.
Le 15 avril 1630, l’édit de Troyes (1er édit d’Union) rassemble autoritairement Clermont et Montferrand. Cette union est confirmée en 1731 par Louis XV avec le 2e édit d’Union. La Cour des aides est transférée de Montferrand à Clermont.

## XVIIIesiècle
Au XVIIIe siècle, de nombreux couvents sont créés dans les environs de Clermont.
En 1789, la région de Clermont est représentée aux États généraux par :
- Jean-François Gaultier de Biauzat et Jean-Antoine Huguet pour le tiers état.
- Le comte de Montboissier pour la noblesse.
- L’évêque François de Bonal pour le clergé.

## XIXesiècle
En 1801, la fontaine de la Pyramide est érigée. En 1807, le nouveau théâtre de Clermont-Ferrand est inauguré. En avril 1814, Clermont-Ferrand est occupée par les troupes autrichiennes.
En 1827, un temple protestant ouvre à Clermont-Ferrand. En 1832, Aristide Barbier et Édouard Daubrée fondent une usine de balles en caoutchouc et de machines agricoles. Cette usine sera à l’origine du groupe Michelin.
En 1838, la construction de la mairie commence. Les 9, 10 et 11 septembre 1841, Clermont fut en proie à de violentes émeutes provoquées par le recensement décidé en vue d'une réforme fiscale par le ministre Humann. Les émeutiers, auxquels s'étaient joints des habitants de localités rurales voisines (Aubière, Beaumont), manifestèrent leur colère à l'encontre des autorités municipales. Dépassée par l'ampleur de la révolte, la municipalité présidée par Hippolyte Conchon fut contrainte d'annoncer la suspension des opérations de recensement, qu'elle ne faisait pourtant qu'encadrer. En allant au-devant des insurgés réunis sur la place de Jaude, le maire fut agressé, on lui jeta des pierres et il dut fuir pour échapper au lynchage. La maison de Conchon, située sur cette même place, fut pillée et incendiée.
Entre 1844 et 1846, l’éclairage au gaz se généralise à Clermont-Ferrand. En 1848, la rue Blatin est créée. En 1855, la ligne Paris - Clermont-Ferrand est créée. La ville compte alors 38 160 habitants. La première gare ferroviaire est construite entre 1855 et 1857, plusieurs avenues sont créées pour desservir la gare. En 1863, le jardin Lecoq est créé. En 1868, une ligne ferroviaire jusqu'à Aurillac est créée, en 1869, une autre vers Thiers est également créée, et en 1870, c'est celle vers Nîmes.
En 1873, le marché couvert Saint-Pierre est construit.
En 1880, le square Blaise-Pascal est créé. Dans les années 1880, l'ensemble de la commune de Clermont-Ferrand est éclairé au gaz. En 1883, le théâtre situé sur l'actuelle place de la victoire est détruit.
En 1884, les flèches de la cathédrale de Clermont-Ferrand sont achevées. En 1887, le général Georges Boulanger est nommé commandant du 13e corps d'armée en juillet 1887, il reste à Clermont-Ferrand jusqu'en mars 1888. Entre 1888 et 1890, la première ligne de tramway électrique est construite à Clermont-Ferrand, elle relie Montferrand à Royat. En 1892, une bourse du travail est construite. Entre 1892 et 1894, l'Opéra-Théâtre de Clermont-Ferrand est construit. 1894 voit la construction du lycée Jeanne-d'Arc. En 1896, la ville compte 50 900 habitants. En 1897, l'église Saint-Joseph est construite, près du marché couvert, peu de temps après la place de la gare est aménagée. Ainsi l'espace entre Clermont et Montferrand, et notamment entre la place Delille et la gare se bâtit fortement. À la même époque, l'espace entre Chamalières et Clermont s'urbanise aussi assez fortement.

### Mutations économiques
Entre 1850 et 1900, l'économie clermontoise se transforme. Si le commerce du vin connut une certaine importance, il disparait presque après la crise duphylloxera vers 1890. La fabrication textile artisanale disparait presque, comme la tannerie ou les moulins. Les fabriques et les commerces alimentaires virent leur rôle diminués, malgré quelques réussites dans la confiserie, la chocolaterie et le sucre. L'industrie chimique ne décolle pas.
Vers la fin du siècle, l'industrie du caoutchouc et l'industrie mécanique commencent à prendre de l'importance. La première usine Michelin, construite place des Carmes en 1889, fabrique des patins de frein pour vélo. Le siège du groupe se trouve encore à cette adresse. Le premier brevet de pneu pour vélo est déposé par Michelin en 1891.

## XXesiècle

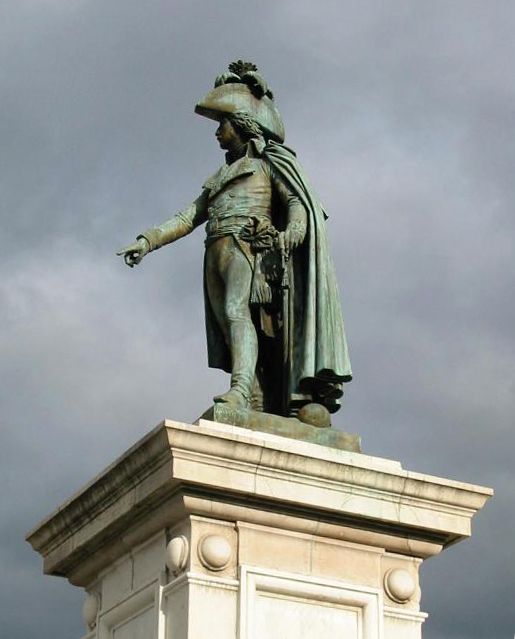
La statue du général Desaix inaugurée en 1903 sur la place de Jaude.

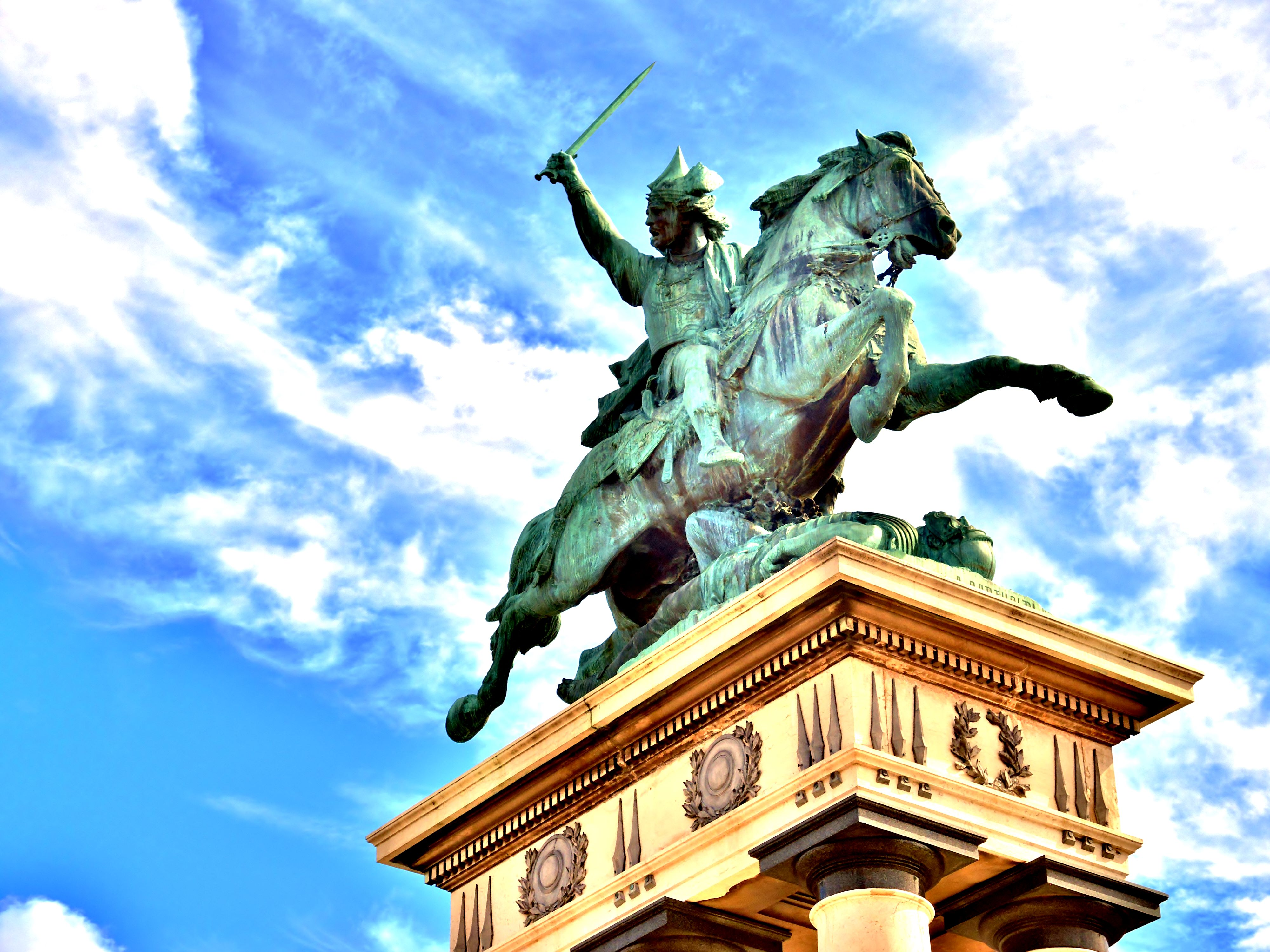
Statue de Vercingétorix, œuvre du sculpteur Bartholdi, inaugurée en 1903.

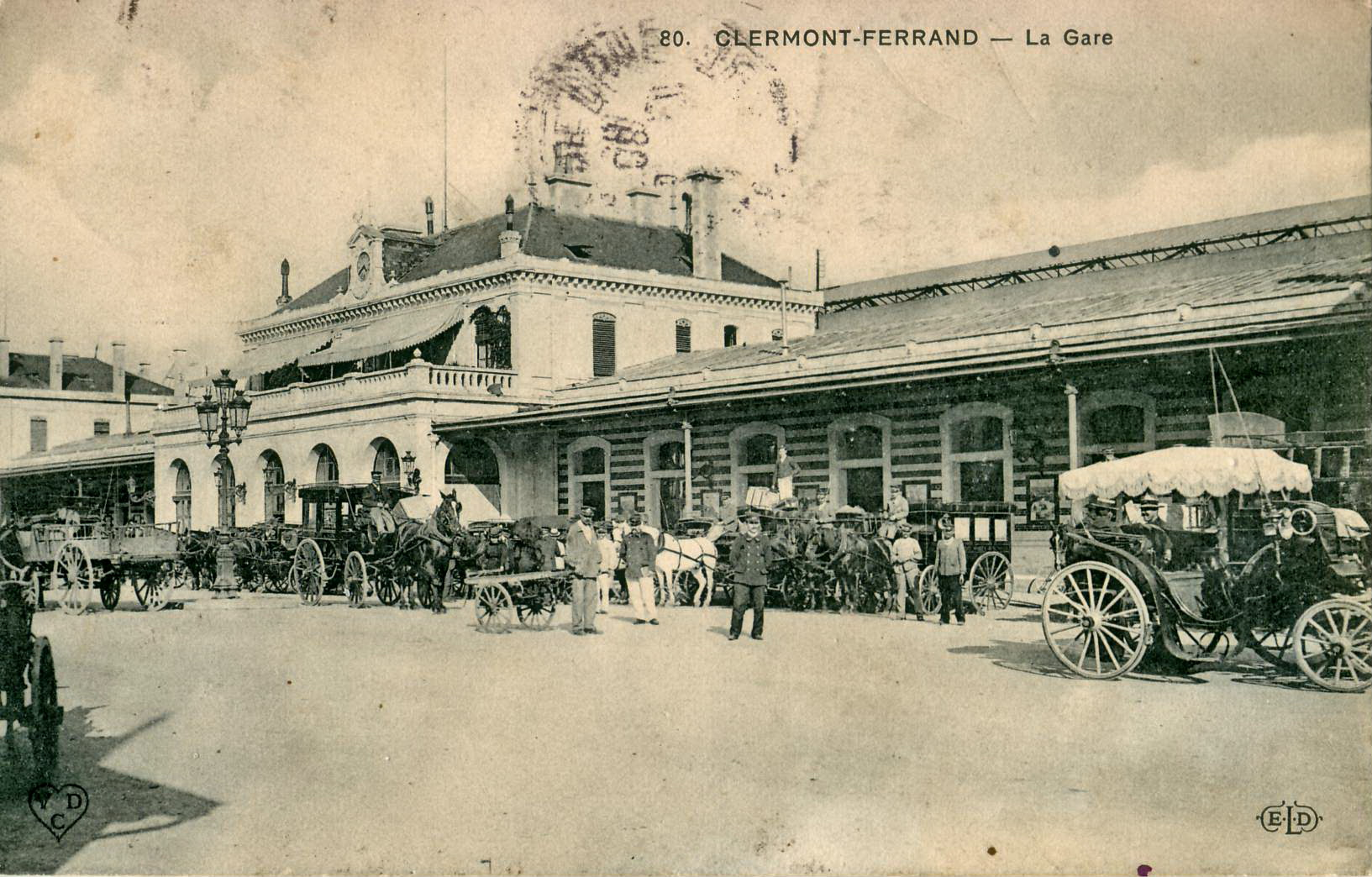
La gare de Clermont en 1908.

En 1900, la commune de Clermont-Ferrand dépasse 50 000 habitants. En 1901, la première lampe publique électrique est mise en place à Clermont-Ferrand,. La même année la séparation de l'État et de l'Église entraine la fermetures des écoles congrégationnistes et l'expulsion des Jésuites. En 1902, deux nouvelles lignes de tramways sont construites ce sont les lignes place de Jaude - la gare, et les Salins - Beaumont. Entre 1902 et 1903, la statue de Vercingétorix est inauguré à Clermont-Ferrand,. En lien avec cette inauguration, un grand banquet de 4 500 couverts "le banquet des Gravanches" vire à l'émeute. La même année, la procession de mai est interdite. En 1904, l'évêché est obligé de quitter l'hôtel de Chazert, il est remplacé par la faculté des lettres. En 1905, la coupe automobile Gordon Bennett part pour sa dernière édition à Clermont-Ferrand, Michelin édite sa première carte routière pour l'occasion. En 1906, la commune de Clermont-Ferrand possède 58 360 habitants, cette population monte à 65 386 en 1911. En 1911, l’aviateur Renaux atterrit au sommet du puy de Dôme. L’hôtel des postes est construit juste avant la première guerre mondiale. En 1913, Bergougnan a 2 500 employés contre plus de 3 000 pour Michelin
L’expansion de Michelin provoque la création des cités Michelin où était logé le personnel[Quand ?]. Ces cités répondent aux objectifs de paternalisme, marqué de catholicisme dans le cas de la famille Michelin, et du contrôle social du personnel. Mais plus simplement, cela permet de faire face à la très forte augmentation de la population clermontoise liée à l’expansion de l’activité industrielle — elle passe de 52 000 en 1900 à 82 000 en 1921 — et aux très mauvaises conditions de logement des ouvriers qui viennent travailler à la « manufacture ».

### Première Guerre mondiale
Pendant la guerre, si l'économie de Clermont-Ferrand est mise à mal en 1914 et 1915, de par le changement radical des besoins et conditions économiques du pays. Bergougnan et Michelin deviennent rapidement de grands fournisseurs de l’armée française. Michelin se lança dans la construction d’avion. Il en construisit 1 884 au total. En 1916, un système d’allocations familiales est mis en place dans l’entreprise Michelin. La même année, une piste goudronné est construite à Aulnat,.
Les tramways furent démontés et remontés pour permettre l'acheminement des ouvriers vers les usines d'armement.
La ville accueillit de nombreux blessés dans ses hôpitaux et des locaux scolaires et hôteliers réquisitionnés pour cela comme l'Hôtel de Royat. De nombreux ouvriers sont par la suite envoyés au front, alors que de nombreux réfugiés du nord de la France arrivent à Clermont-Ferrand,.

### Entre-deux-guerres
La fin de la guerre marque le départ de beaucoup des réfugiés installés à Clermont-Ferrand. Dès la fin de la guerre, de nouvelles usines sont en construction fabriquant de l'amiante, du caoutchouc, de l'air liquide ou encore réparant des wagons. Ainsi une imprimerie de la Banque de France s'installe à Clermont-Ferrand à cette époque, employant en 1924, plus de 2 000 personnes.
Après la guerre, Michelin est l'entreprise qui est la plus dynamique dans la ville, plus que les deux autres pneumaticiens Bergougnan et Torrilhon. L'usine de Cataroux est créée à cette époque.
En 1919, La Montagne est créée, avec une coloration plutôt socialiste, il concurrence alors Le Moniteur (plutôt radical) et L’Avenir (modéré).
Le 1er mai 1920, des grèves importantes lancé par la CGT frappent Clermont-Ferrand, plusieurs erreurs marquent la grève. Jusqu'aux années 1920, la commune de Clermont-Ferrand est essentiellement financé par des droits d’octroi. En 1921, Clermont-Ferrand compte 82 580 habitants. Entre 1921 et 1922, une conduite d’eau qui alimente Clermont-Ferrand à partir de l’Allier est construite. En 1923, la nouvelle préfecture du Puy-de-Dôme est inaugurée, elle était en travaux depuis 1914.
En 1925, Michelin emploie 17 522 employés. En 1926, Clermont compte 111 720 habitants, l'essentiel de cette croissance provient de migrations de populations provenant de la région de la plaine de la Limagne. La ville connait une croissance de son bâti importante liée à cette augmentation démographique. De nombreuses nouvelles rues sont percées (boulevard, Lavoisier, avenue Bardier-Daubrée, avenue Fernand-Forest, boulevard Aristide-Briand, boulevard Jean-Jaurès, boulevard Côte-Blatin, boulevard Fleury, avenue Julien, avenue Anatole-France, rue de Bellevue, boulevard Gambetta),.
Il y a 3 000 logements Michelin pendant la décennie 1930. De nouveaux quartiers ouvriers sont donc entièrement construits, à l’instar du typique lieu qu’est La Plaine avec ses rues strictement symétriques et ses blocs de maisons divisés en quatre logements familiaux. Le développement de ces quartiers intègrent de plus en plus Montferrand de Clermont, Montferrand perdant sa population agricole pour accueillir d'avantages d'ouvrier.
Le développement de ces cités s’accompagne de la création de cliniques, d’écoles, d’une église, de coopératives où le personnel va faire ses courses. Pierre-Jules Boulanger, PDG de Citroën et cogérant de Michelin, achète ses costumes à la coopérative Michelin. Le groupe finance un club omnisports : l’Association sportive Michelin.
À la même époque, de nombreux équipements sont créés comme la polyclinique à l'hôtel-Dieu, la reconstruction du marché Saint-Pierre, la construction de l'hôtel des Postes. Plusieurs institutions de l'enseignement changent de locaux en 1927 comme l'école professionnelle de garçons, l'école primaire supérieure de filles, l'école supérieur de commerce ou encore la faculté des lettres et des sciences (en 1935). De nouvelles églises furent créées, l'égout et l'éclairage électrique furent étendus.

#### Crise économique et troubles sociaux
Durant la crise économique de 1928, Clermont est victime de sa mono-activité industrielle autour de Michelin. En 1930, Michelin voit sa production industrielle se réduire de manière importante à cause de la crise internationale de 1928, le nombre d’ouvrier passe de 18 000 en 1928 à 14 000 en 1930. Si la population était de 111 710 en 1926, elle passe à 103 140 habitants en 1931 et à 101 130 en 1936.
En 1930, Le Moniteur passe sous le contrôle de Pierre Laval. En 1933, la procession de mai est de nouveau autorisée. Les élections législatives de 1936 sont remportés par le Front populaire de par le marasme économique, comme dans le reste de la France, la ville est touchée par des grèves, des occupations d’usines et des manifestations durant l’été. Le 8 septembre 1936, la préfecture du Puy-de-Dôme est occupée par des salariés de Michelin, après une grève qui avait touché les usines Michelin la veille.

### Seconde Guerre mondiale
Après la déclaration de guerre, le personnel de l’université de Strasbourg est envoyé à Clermont-Ferrand. Après l’offensive allemande, une importante population de réfugiés est accueillie à Clermont-Ferrand. Alors que les autorités françaises négocient l'armistice, la division SS Adolf Hitler investit la ville le 21 juin 1940 et cherche à y débusquer les éléments de résistance subsistants. Ils positionnent leur campement dans le jardin Lecoq, jusqu’au 28 juin 1940, date de leur départ.
Le 29 juin 1940, le gouvernement, qui vient tout juste de signer l’Armistice, quitte Bordeaux, que les conditions de l'Armistice place en zone occupée et se replie à Clermont située en zone libre. Jusqu’au 1er juillet, la capitale de l’Auvergne est aussi la capitale de la France, avant que le gouvernement ne se replie sur la ville thermale voisine de Vichy. Plusieurs ministères restent néanmoins un temps sur place.
La ville accueille l'université de Strasbourg (française) qui est chassée de la capitale alsacienne par les autorités nazies (l'Alsace étant annexée de fait), qui installent la Reichsuniversität. Le 11 novembre 1940, le maréchal Pétain fait une visite à Clermont-Ferrand. Durant l’hiver 1940 – 1941, les usines Michelin voient leur fonctionnement fortement ralentir ; les effectifs tombent à 4 000 ouvriers . Les transports, notamment automobiles, sont fortement réduis et le ravitaillement est difficile ; le rationnement commence en octobre 1940.
Le quotidien La Montagne subit régulièrement la censure. Il est interdit de publication à plusieurs reprises. Son fondateur, le socialiste Alexandre Varenne ayant déclaré qu’il « préférait briser sa plume » plutôt que de la mettre au service de l’ennemi. Il fournit du papier à la Résistance. Dans le même temps, Le Moniteur du Puy-de-Dôme et L’Avenir sont les deux journaux ont une ligne éditoriale qui soutient le régime de Vichy. À la Libération, La Montagne aura le bonheur de pouvoir ressortir sous le même nom. Le tribunal militaire de Clermont-Ferrand eut à juger quatre des hommes politiques, passagers du Massilia arrêtés le 31 août 1940 à Casablanca et accusés de désertion. Il condamna le 4 octobre 1940 Pierre Viénot, Alex Wiltzer et Jean Zay, puis le 9 mai 1941 Pierre Mendès France, alors lieutenant de l’armée de l’air française. Ce dernier, condamné à six ans de prison, s’évade le 21 juin 1941 de l’hôpital militaire pour rejoindre le général De Gaulle à Londres. Le même tribunal rapportera ces condamnations en 1946.
La résistance à Clermont-Ferrand, commence dès septembre 1940, avec l’accumulation d’armes, avant que des réseaux de renseignement s’organisent notamment à partir de juin 1942. Plusieurs groupes de résistance s’organisent, autour du général Cochet, autour des étudiants de Strasbourg qui se réunissent sur le plateau de Gergovie, des groupes « Ardent », « Combat », « Franc-Tireur » ou encore « Libération » s’organisent également. À Royat, des services de renseignement de la Résistance pendant toute la guerre.
La ville est occupée par les Allemands à partir du 11 novembre 1942 et l'invasion de la zone libre. La résistance et l’impopularité du régime s’intensifient comme dans le reste de la France, notamment à partir du service du travail obligatoire (STO).
En mars 1944, l'usine Michelin de Cataroux est bombardée par les Britanniques et mise hors d'usage. Le mois suivant, en avril c'est au tour de celles d’Aulnat et son aérodrome. L’évêque Gabriel Piguet est arrêté le jour de la Pentecôte, il est accusé d’avoir aidé des prêtres résistants et d’avoir caché des Juifs, il est déporté.
Le 27 août 1944, les troupes allemandes partent de Clermont-Ferrand. Lors de la libération, quelques exécutions et des tontes ont cours.
La ville de Clermont-Ferrand recevra la croix de guerre 1939-1945 le 11 novembre 1948 pour ses faits de résistance et le lourd tribut des Clermontois déportés.

## Les Trente Glorieuses
Les dégâts de guerre sont relativement peu importants en comparaison avec d’autres villes françaises, Clermont est surtout touchée par l’arrêt de l’industrie qui touche directement son économie. En 1944, le 92e régiment d’infanterie de ligne s’installe définitivement dans la ville.
Les premières élections après la guerre regroupe définitivement Montferrand de Clermont, elles sont remportés par les socialistes. En juin 1945, de Gaulle et le sultan du Maroc sont en visite à Clermont-Ferrand. La presse de 1944 et 1945 est essentiellement issue de la résistance, seul La Montagne arrive à se pérenniser durant cette période. La Liberté disparaît en 1963, et le journal L'Éclair cesse d’exister très rapidement.
En juin 1948, Clermont-Ferrand est marqué par d’importantes grèves et émeutes. Après la guerre, la situation économique de Clermont-Ferrand reste centréé sur l’industrie, Michelin redémarre ses usines, mais arrête la construction de cité ouvrière. En outre, à partir de 1951, la firme commence l’implantation de sites industriels dans d’autres sites en France (Orléans en 1951, Bourges en 1953, etc) . En 1954, Clermont-Ferrand annonce au recensement une population de 113 390 habitants avec une faible augmentation par rapport au 111 710 de 1926. La construction durant toute cette période est un secteur au ralenti. En 1954, la faculté de médecine ouvre. Mars 1955 est marqué par la fin de la dernière ligne de tramways à Clermont-Ferrand. En 1959, la faculté de droit ouvre.
Pendant les années 1960, la ville est marquée par l'extension des emprises industrielles. En 1960, l’usine de Combaude est construite. En 1961, la « muraille de Chine » du quartier Saint-Jacques est réalisée. En 1963, les pistes d’essai de Ladoux de Michelin sont mises en service. En 1963, le quartier de Montferrand commence à être réhabilité, grâce à la loi Malraux. En 1964, Clermont-Ferrand devient le chef-lieu de la région Auvergne . En 1967, le viaduc de Saint-Jacques est construit.
Entre 1967 et 1980, la population salariée chez Michelin passe de 22 394 personnes à 29 969. En 1972, c’est le site de Chantemerle qui ouvre ses portes. En 1975, la population passe à 156 900 habitants. La même année, la rue des jacobins est rénovée. Clermont est aussi en croissance démographique grâce à l'expansion universitaire. Les étudiants et les lycéens de la capitale régionale et plusieurs autres villes de la région font preuve d'initiatives et de responsabilité lors du Mai 68 en Auvergne, le mouvement gagnant dans un second temps les entreprises auvergnates, Michelin comme les autres.

## Les années de crise
À partir de 1980, le nombre d’employés de Michelin diminue, il passe à 20 515 en 1987. En 1982, Clermont-Ferrand connaît une nouvelle division de sa géographie électorale avec 9 cantons. Le recensement de 1982, montre une diminution de la population de Clermont-Ferrand de 6,5 % avec 146 647 habitants. L’agglomération est marquée par l’étalement urbain, les communes périphériques (Chamalières, Royat, Beaumont, Cébazat) à Clermont-Ferrand sont en forte croissance démographique. Entre 1986 et 1987, l’emprise du futur hôtel de département du Puy-de-Dôme est démolie. En 1987, Michelin rachète l’entreprise américaine Goodrich et devient la première entreprise mondiale de pneumatique. La même année le quartier de ‘’Manzet’’ est rénové, le marché couvert de Saint-Pierre est reconstruit remplaçant l’ancienne installation de 1932. En 1988, le site des Gravanches commence son activité. En 1989, l’A71 est mise en service.
Le recensement de 1990, enregistre une perte de 11 200 habitants pour la commune, soit 7,6 % de la population . En 1991, Michelin supprime 2 000 emplois à Clermont-Ferrand.

## XXIesiècle
L’entreprise Michelin fournit beaucoup moins d’emplois. Clermont-Ferrand connaît ainsi un rééquilibrage au profit du secteur tertiaire.
Une politique de grands travaux est menée par la municipalité ; la place de Jaude est réaménagée, une ligne de tramway est inaugurée en octobre 2006 (la ville avait eu le premier tramway électrique de France, celui-ci a été démantelé en 1956). Le conseil régional d'Auvergne construit dans l’agglomération clermontoise une salle de spectacles de grande capacité, le Zénith d'Auvergne, ainsi qu’une gigantesque halle d’exposition, la Grande Halle d'Auvergne, toutes deux inaugurées en fin d’année 2003.

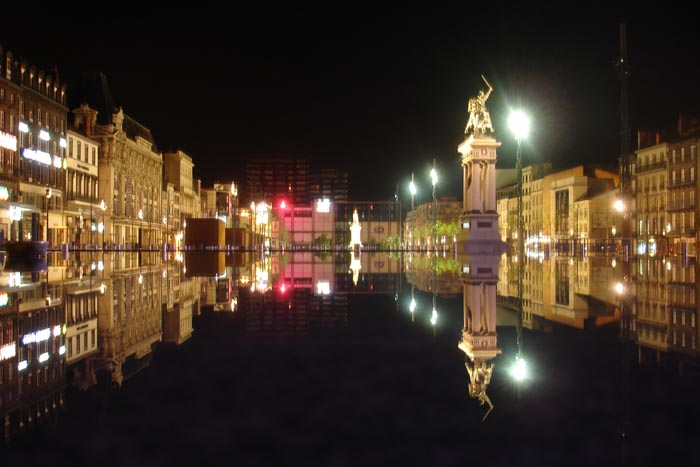
La place de Jaude de nuit et son reflet dans une fontaine
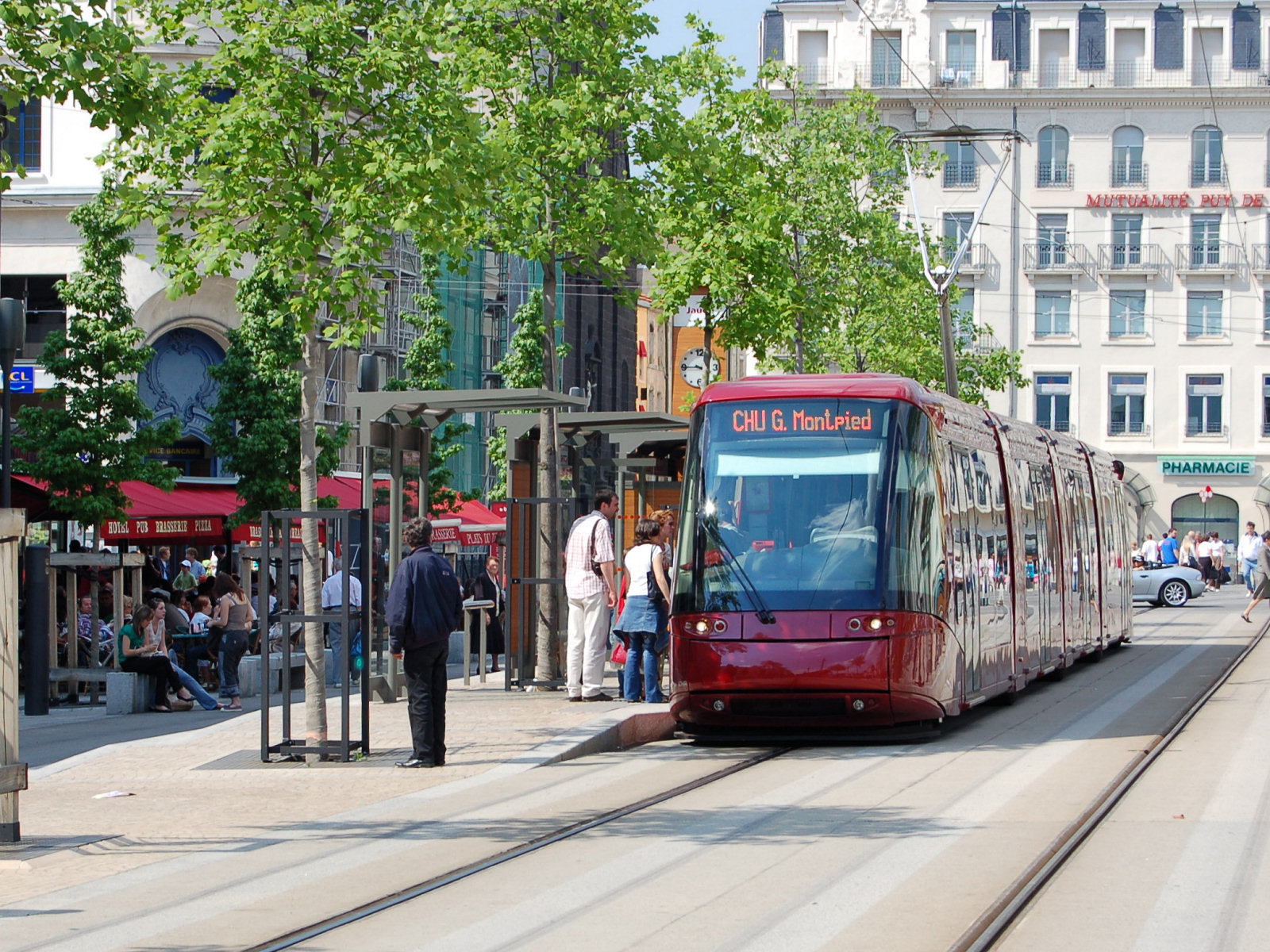
Le tramway sur la place de Jaude